# TV Großwallstadt
| TV Grosswallstadt | TV Grosswallstadt                                      |
| --- | ------------------------------------------------------ |
| Nadimak: | -/-                                                    |
| Osnovan: | 1988.                                                  |
| Boje kluba: | plavo-bijelo                                           |
| Trener: | Michael Roth                                           |
| Dvorana: | f.a.n. Frankenstolz Arena / Sparkassen-Arena Elsenfeld |
| Sjedećih mjesta: | 4.200 / 2.600                                          |
| Sezona 2006./07.: |                                                        |
| Njemačko prvenstvo: | 9. mjesto                                              |
| Njemački kup: | 3. krug                                                |
| - Njemački prvaci 1973. (veliki rukomet), 1978., 1979., 1980., 1981., 1984., 1990. - Njemački osvajači kupa 1980., 1984., 1987., 1989. - Osvajači Superkupa Njemačke 1980. - Pobjednici Europske lige prvaka 1979., 1980. - Euro-City-Cup 2000. - EHF Kup 1984. |                                                        |

 TV Grosswallstadt  je rukometni klub i natječe se u  Prvoj njemačkoj rukometnoj ligi.

## Poznati igrači koji su nastupali ili nastupaju za TV Grosswallstadt
- Jackson Richardson
- Martin Schwalb

## Poznati treneri koji su radili u Großwallstadtu
- Velimir Kljaić
- Vlado Stenzel

## Vanjske poveznice
- Službene stranice kluba  Arhivirana inačica izvorne stranice od 27. rujna 2007. (Wayback Machine)
- Rukometni odjel